# Jared Kushner
Jared Corey Kushner (Livingston (New Jersey), 10 januari 1981) is een Amerikaanse zakenman, investeerder en politiek adviseur. Hij is de echtgenoot van Ivanka Trump, de dochter van de huidige Amerikaanse president Donald Trump. Kushner speelde een belangrijke rol in de verkiezingscampagne van zijn schoonvader (vooral op het gebied van digitale media) en het overgangsteam na diens verkiezingsoverwinning.  Tijdens Trumps ambtstermijn bekleedde Kushner de functie van Senior Adviseur. Hij is mede-eigenaar van Kushner Companies en eigenaar van het weekblad The New York Observer.

## Biografie
Kushner is een van de kinderen van projectontwikkelaar Charles Kushner en Seryl Kushner. Hij is ook een neef van projectontwikkelaar Murray Kushner. Kushner groeide op in een joods-orthodoxe familie. In 2004 studeerde hij cum laude af in de sociologie aan Harvard College. In 2007 verkreeg hij enkele graden aan New York University (waaronder een MBA).
Terwijl zijn vader twee jaar in de gevangenis zat wegens onder meer belastingontduiking en illegale campagnedonaties nam Jared Kushner tijdelijk de leiding over van Kushner Companies. Dit investeringsbedrijf in onroerend goed kocht in 2007 het kantorengebouw op 666 Fifth Avenue voor toentertijd het recordbedrag van 1,8 miljard dollar. Na de kredietcrisis was Kushner Companies gedwongen het retailgedeelte af te stoten en het eigendom van het gebouw te delen met Vornado Realty Trust. In 2008 werd Kushner CEO van de onderneming. Een van de investeringen onder zijn leiding was een meerderheidsaandeel in het bekende One Times Square-gebouw in New York. Kushner is tevens eigenaar van het weekblad The New York Observer, dat hij in 2006 voor 10 miljoen dollar aankocht. Onder zijn leiding ging het blad in tabloid-formaat verschijnen en ging het uiteindelijk winst maken. The New York Observer was in 2016 een van de weinige bladen die zich uitspraken voor de kandidatuur van Donald Trump als presidentskandidaat.

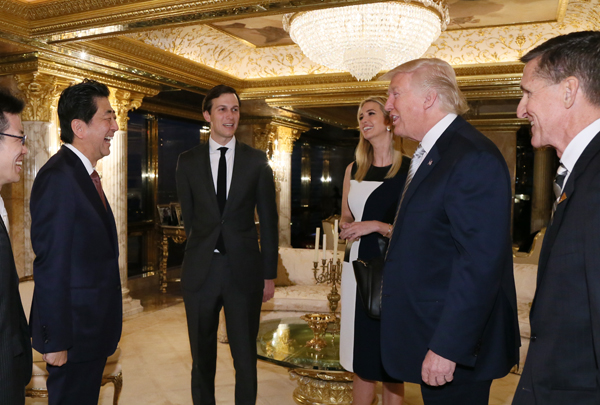
President Donald Trump met de Japanse premier Shinzo Abe. Midden: Jared Kushner en Ivanka Trump

Tijdens de verkiezingscampagne van zijn schoonvader was hij de architect van de digitale, 'online' en sociale mediacampagnes. Hij was betrokken bij Trumps campagnestrategie, hielp hem met diens speeches en werkte aan plannen voor Trumps overgangsteam mocht zijn schoonvader winnen. Tijdens de overgangsfase na Trumps zege speelde Kushner een zeer belangrijke adviserende rol. Sommigen zeggen dat hij er verantwoordelijk voor is geweest dat toenmalig New Jersey-gouverneur Chris Christie geen belangrijke post in Trumps kabinet of staf verkreeg. Chris Christie was er als officier van justitie in 2004 verantwoordelijk voor dat zijn vader Charles Kushner voor twee jaar de gevangenis in moest.

## Trump Campagne en Russische overheid
Kushner was op 9 juni 2016 naast Donald Trump jr. en campagneleider Paul Manafort namens de Trump Campagne aanwezig bij de ontmoeting in de Trump Tower met een Russische delegatie o.l.v. de Russische advocaat Natalia Veselnitskaya. Volgens initiatiefnemer Rob Goldstone zou de bijeenkomst in het teken staan van het verschaffen van inlichtingen die de Trump Campagne zouden helpen en Trumps rivale Hillary Clinton zouden schaden.
Toen de ontmoeting in juli 2017 naar buiten kwam, was het onmiddellijk breaking news, waarvan door sommige bronnen werd beweerd dat dit het bewijs zou leveren voor samenzwering van de Trump Campagne en de Russische regering. In zijn op 19 maart 2019 gepresenteerde onderzoeksrapport concludeerde Speciale Aanklager Robert Mueller dat er onvoldoende bewijs is dat leden van het campagneteam van Trump met de Russen hebben samengespannen.
Kushner speelde ook een belangrijke rol bij het tot stand komen van de "Abrahamakkoorden", in de tweede helft van 2020, tussen Israël en Bahrein, de Verenigde Arabische Emiraten en Marokko. Deze akkoorden betekenden vrede en diplomatieke relaties tussen Israël en de genoemde landen, en zelfs een informele ontmoeting tussen de premier van Israël en de kroonprins van Saudi-Arabië.

### Privéleven
Kushner trouwde op 25 oktober 2009 met Ivanka Trump. De twee hebben drie kinderen. Kushners broer is getrouwd met model Karlie Kloss.
- Bibliothèque nationale de France: cb17943936q (data)
- Gemeinsame Normdatei: 1124575480
- Library of Congress Control Number: n2018069658
- Nationale Bibliotheek van Tsjechië: jo20211116707
- Nationale Bibliotheek van Israël: 987007402935005171
- Nationale Bibliotheek van Polen: a0000003587480
- Système universitaire de documentation: 26428318X
- Virtual International Authority File: 1597148632930630630007
- WorldCat: E39PBJxhdyFfD7QFxkMwkkbyBP